# Squirrel Mountain Valley
Squirrel Mountain Valley – jednostka osadnicza w Stanach Zjednoczonych, w stanie Kalifornia, w hrabstwie Kern.